# Куліченко Леонід Васильович
Леоні́д Васи́льович Куліче́нко (* 2 квітня 1918, Шабельники — нині Чигиринського району — † 25 березня 1977, Миколаїв) — український письменник, член Спілки письменників України.

## Життєпис
Леонід Куліченко, який народився 2 квітня 1918 року в селі Шабельники (козацьке село, від шаблею опанувавших козаків) Чигиринського району на Черкащині, був сином селянина-бідняка.
Живучи у рідному селі, працювавши у колгоспі -«Великий перелом» стався, коли Леоніду йшов всього 11-й рік. Закінчив семирічку — також, був піонером не тільки за формою: ми даремно так бездумно розкритикували радянську епоху, хоча ганили все це компартійні ренегати, учуявши інші запахи часу. Тим часом варто сказати про те, що молодий Леонід Куліченко був відважною людиною і пішов на війну з перших її днів — і пішов воювати!
Саме завдяки його послужному бойовому спискові під час війни його направляють на навчання в Військово-політичне училище, звідки він вийшов вже лейтенантом і замполітом. І як молодший комсклад, і як офіцер нижчої ланки був він нагороджений саме бойовими орденами і медалями. Працюючи після війни в Новобугському районі, паралельно закінчив заочно відділення журналістики Київського державного університету імені Тараса Григоровича Шевченка. Журналістом він був чудовим. Леонід почав писати ще до війни, як всякий радянський юнак, щось художнє, а його перші публікації появилися на світ в 1934 році. Саме в цьому році Максим Горький став першим головою СП СССР.
Обирався відповідальним секретарем Миколаївської організації письменників України, в якій тоді були талановиті поети і прозаїки, критики.
Працював журналістом, редактором районної газети «Новобузька правда», очаківської газети «Чорноморська зірка», директором Миколаївської студії телебачення.
Він пішов абсолютно несподівано і трагічно, не зробивши того, про що мріяв — і не до мріяв, і не до писав.(1977рік)
Як прозаїк дебютував, збагачений життєвим враженням, у зрілому віці — у 1960 році вийшла друком його повість-нарис «Василь Харлан», а також збірка оповідань і повістей «Біля Вогнища». Прозова книга «Так ніхто не кохав» 1964 р. і роман «Передгроззя» 1967 р. стали помітними книгами бурхливих 60-х років минулого сторіччя. Не забудемо блискучої плеяди «шістдесятників», котрі гриміли тоді, нові твори класиків жанру. Проте Куліченко мав свою тему і свій голос, і перед брамою вічности йому є що сказати і по смерти фізичній. А слово залишається з людьми завжди.
Працював журналістом, редактором районної газети «Новобузька правда», очаківської газети «Чорноморська зірка», директором Миколаївської студії телебачення. Був секретарем Миколаївської організації письменників України.
1974 року очолив щойнозасновану Миколаївську обласну письменницьку організацію — з ініціативи обласного партійного керівника Володимир Васляєва. В організації тоді були Михайло Божаткін, Леонід Вишеславський, Леонід Воронін, Іван Григурко, Олександр Зима, Василь Козаченко, Кирило Курашкевич, Іван Луценко, Віктор Подольський, Олександр Сизоненко, Віктор Тимчук, Валер'ян Юр'єв, Еміль Январьов, Борис Янчук.

## Збірки
- «Василь Харлан» — повість-нарис, 1960
- «Біля вогнища» — 1960
- «Так ніхто не кохав» — 1964
- роман «Передгроззя» — 1967